# Dorfkirche Retschow

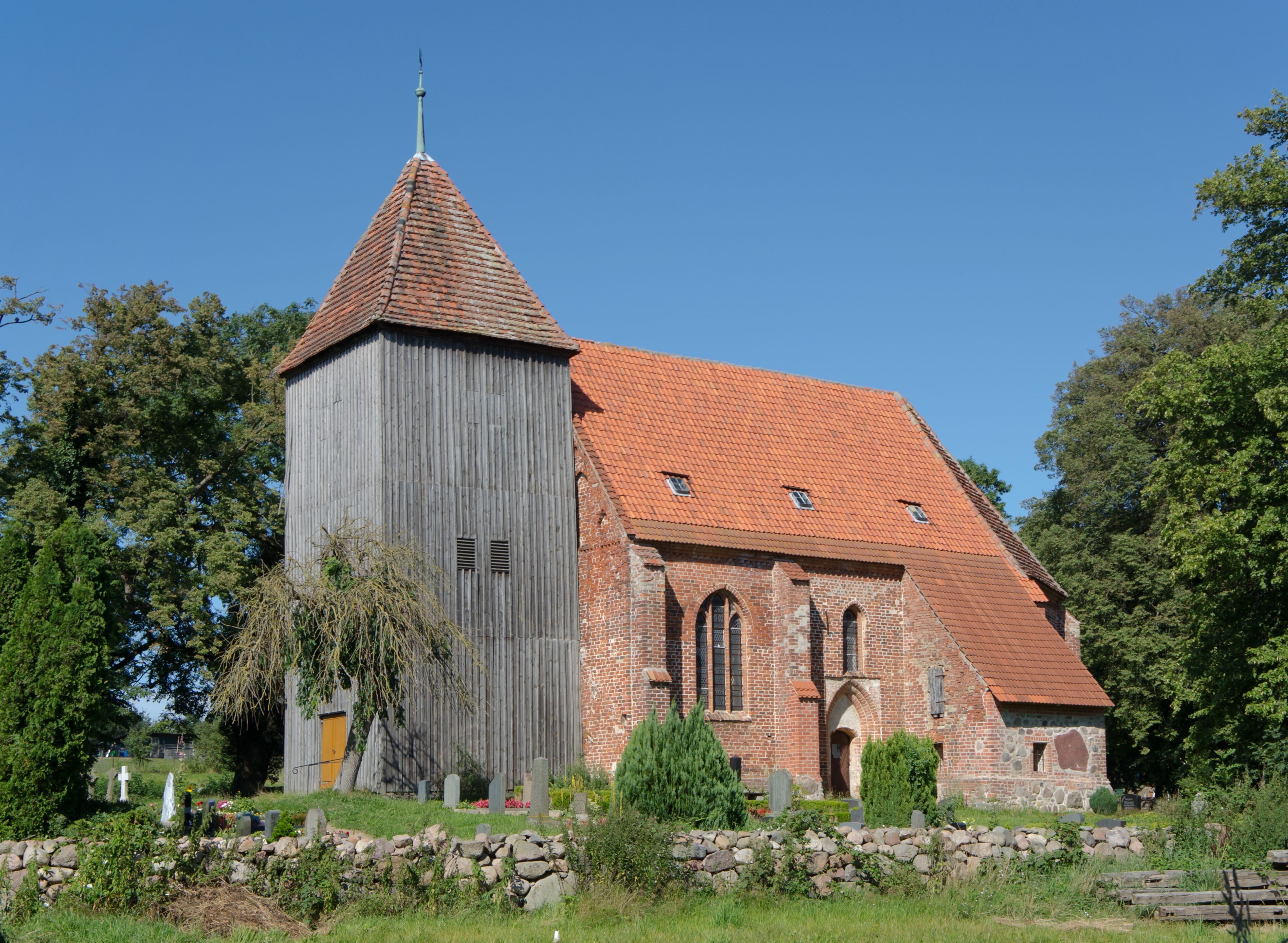
Kirche in Retschow

Die Dorfkirche Retschow ist eine spätmittelalterliche Dorfkirche in Retschow im Landkreis Rostock in Mecklenburg-Vorpommern. Die Kirchengemeinde Steffenshagen-Retschow gehört zur Kirchenregion Bad Doberan in der Propstei Rostock der Evangelisch-Lutherischen Kirche in Norddeutschland.

## Baubeschreibung

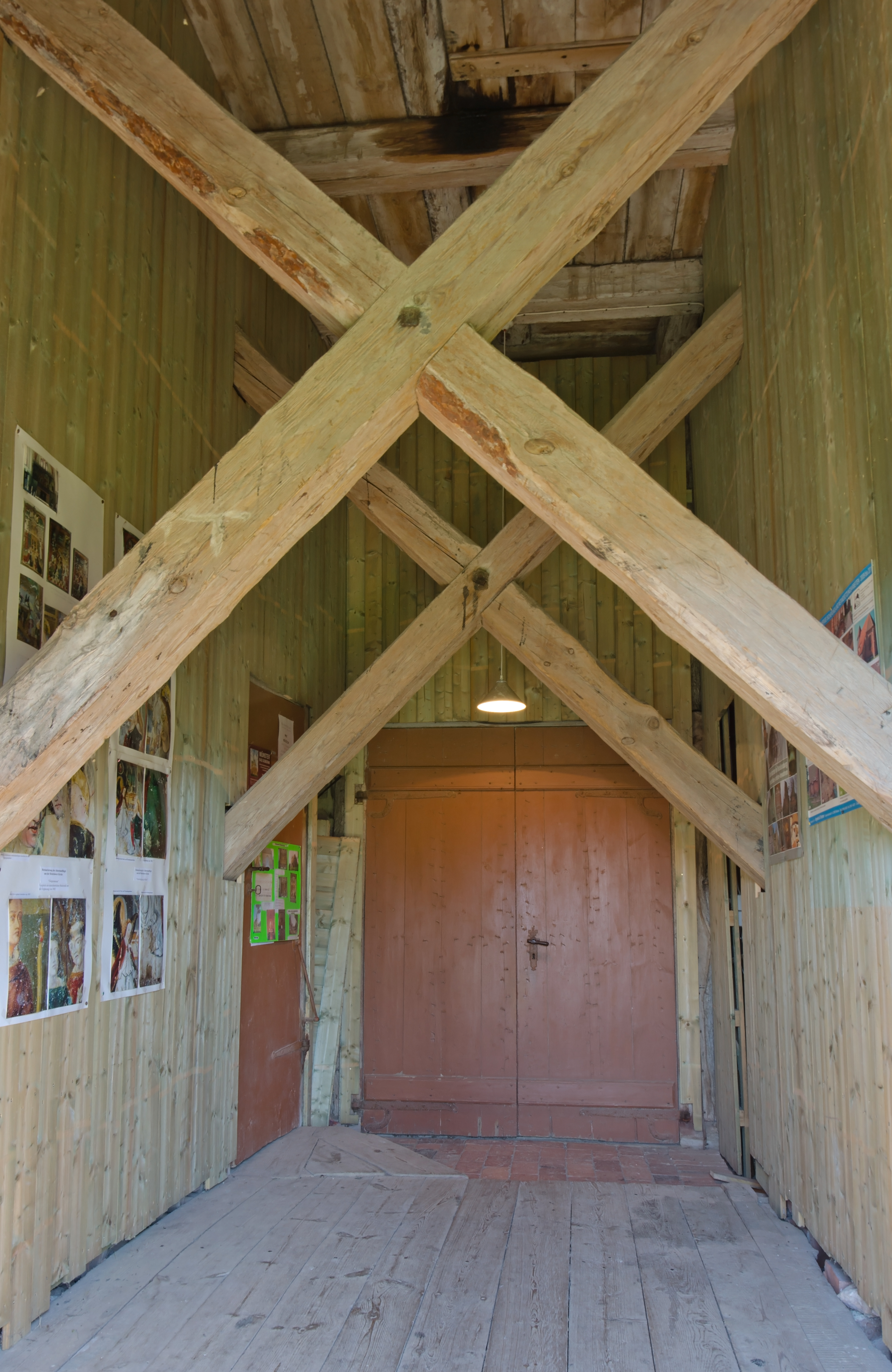
Blick in den Turm

Die Dorfkirche Retschow ist eine einschiffige mit Pfeilern bewehrte gotische Kirche mit einjochigem Chor. Der Chorschluss im Osten wird durch ein geteiltes Achteck gebildet. Der vorgesetzte Westturm wurde 1653 aus Holz errichtet. Die kleine Glocke stammt von 1443 und hat das Zeichen des Gießers Rickert von Mönchshagen.

## Geschichte
Erstmals erwähnt wurde die Kirche und damit Retschow im Jahr 1233.
Am 18. Juni 1358 kamen Hof und Dorf Retschow in den Besitz des Klosters Doberan. Mit der Säkularisation des Klosters Doberan am 7. März 1552 ging Retschow an das Landesherrliche Domanium.
Im Laufe der Jahre kam es zu erheblichen Schäden am Gebäude. So wurden Fundamente unterspült und es kam zu Absenkungen. Ein im Jahr 2008 gegründeter Förderverein sammelt seitdem Spenden und konnte bereits in erheblichem Umfang Eigenmittel für die erforderliche Sanierung gewinnen. Die an der Nord- und Südseite befindlichen Sakristeien konnten bereits gesichert werden, so dass eine Abstützung von außen nicht mehr erforderlich ist. Sobald ausreichende Mittel vorhanden sind, soll als nächster Schritt der Chorabschluss im Osten saniert werden. Eine Notsicherung über Stützen von außen ist hier aufgrund der achteckigen Form nicht ohne weiteres möglich.

## Ausstattung

### Altar
Die Kirche beherbergt einen seltenen zweimal wandelbaren Altar aus der zweiten Hälfte des 15. Jahrhunderts.
Die Festtagsseite zeigt vergoldete und bemalte Schnitzereien. Im Mittelschrein ist zentral die Krönung Mariens dargestellt. Der weitere Altar ist quergeteilt und zeigt Jesus, verschiedene Heilige und einen nicht bestimmten Bischof.
Die Außenflügel zeigen die zwölf Apostel. Rechts unten in der Mitte erkennt man unter anderem Andreas an seinem Kreuz.
Auf der ersten Wandlung (die Flügel werden zur Mitte geklappt) sind acht Szenen aus der Passionsgeschichte dargestellt. Der Zyklus beginnt mit dem Abendmahl und endet mit der Kreuzigung. Diese Wandlung wird zu Ostern gezeigt.
Die zweite Wandlung (zwei weitere Flügel werden zur Mitte geklappt) wird in der Weihnachtszeit
gezeigt und stellt die Gregorsmesse, die Heilige Sippe, die Sakramentsmühle und die
Verkündigung an Maria dar.
Von beiden Wandlungen sind nur die Darstellungen der Sakramentsmühle und der Heilige Sippe bereits restauriert. Die restlichen Bilder sind zurzeit nur gesichert und in einem eher schlechten Zustand.

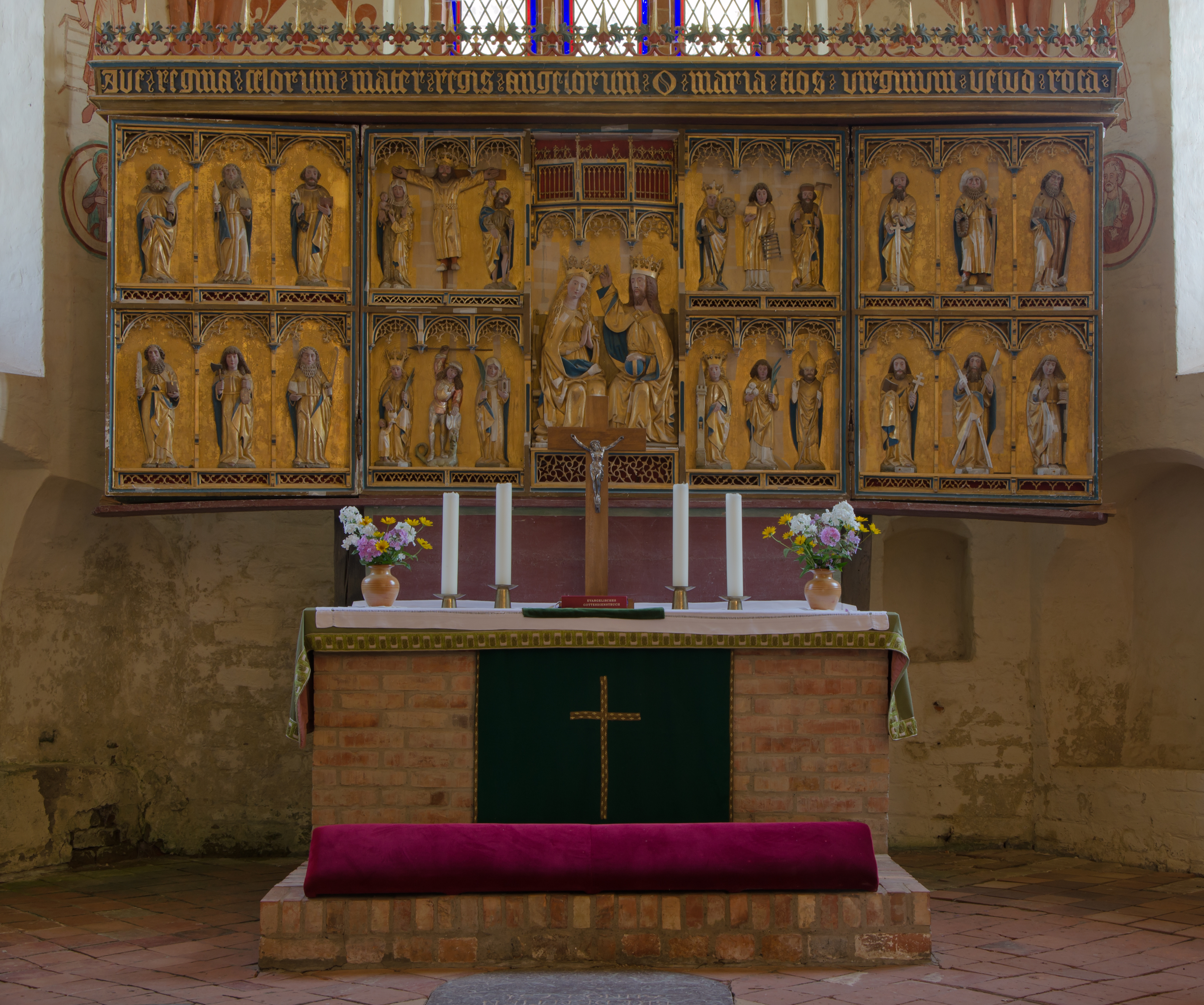
Festtagsseite des Altars
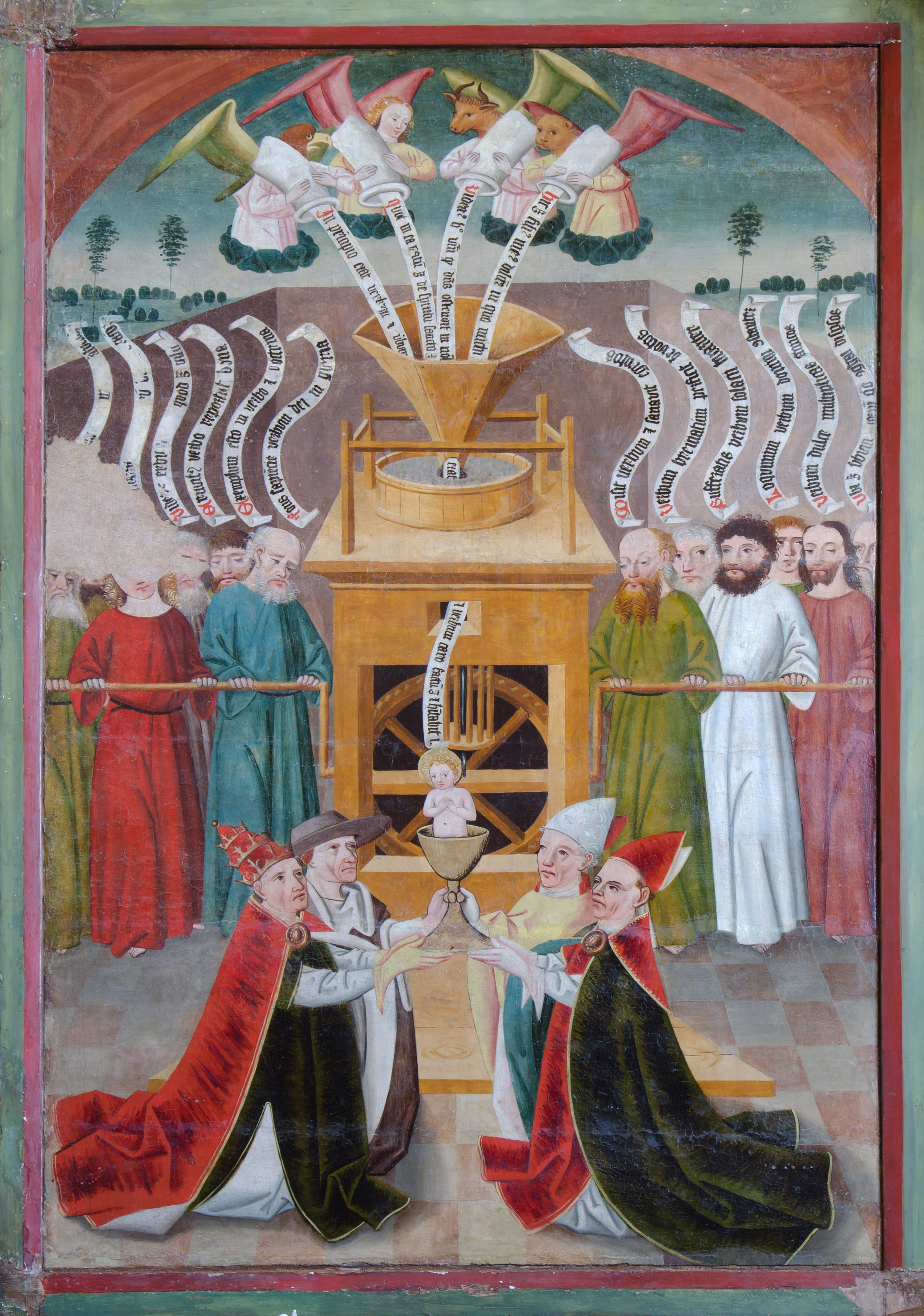
Sakramentsmühle auf der zweiten Wandlung

### Kanzel

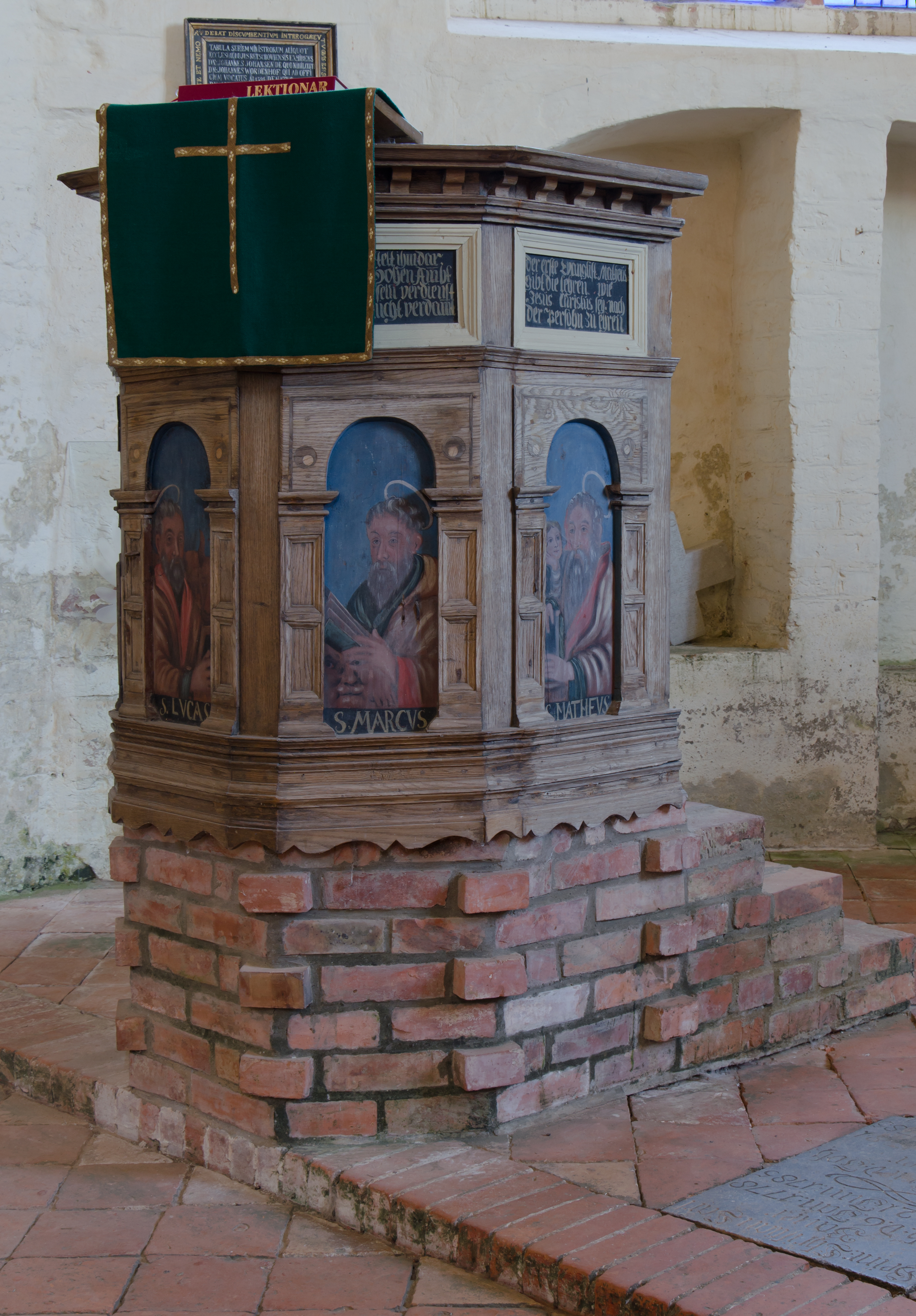
Freistehende Kanzel

Die heute freistehende Kanzel stammt aus dem Jahr 1565. Dargestellt sind auf vier Seiten die Evangelisten Johannes, Lukas, Markus und Matthäus. Die fünfte Seite enthält keine Darstellungen, da diese Seite bis 1969 durch die Nordwand der Kirche verdeckt war.
Die Kanzel wurde zu Sicherungszwecken in den Innenraum versetzt. Der ursprüngliche Standort links vom Zugang zur Nordsakristei ist durch die frische Farbe noch gut zu erkennen.

### Fresken
Ursprünglich waren alle Innenwände der Kirche mit Fresken bemalt. Vermutlich im Zuge der Reformation erfolgte eine Übermalung mit weißer Farbe. Erst in den letzten Jahrzehnten erfolgte teilweise eine Freilegung der Bilder.
Auf der Südwand der Kirche sind wichtige Szenen aus dem Leben Marias abgebildet. Unten ist die Geburt Jesu dargestellt, darüber die Darbringung im Tempel, der Tod Mariens mit ihrer Aufnahme in den Himmel, sowie der zwölfjährige Jesus im Tempel. Im oberen Drittel wird die Krönung Mariens gezeigt.
Auf der Nordwand ist Jesus mit zwei Schwertern als Weltenrichter dargestellt. Links stehen, geführt von einem Engel die guten, rechts geführt vom Teufel die bösen Menschen.
Weitere etwa um 1400 entstandene Fresken befinden sich über der Empore mit der Orgel. Links eine Darstellung der Verkündigung und rechts Adam und Eva. Mehrere kleine Bilder zeigen verschiedene Heilige.

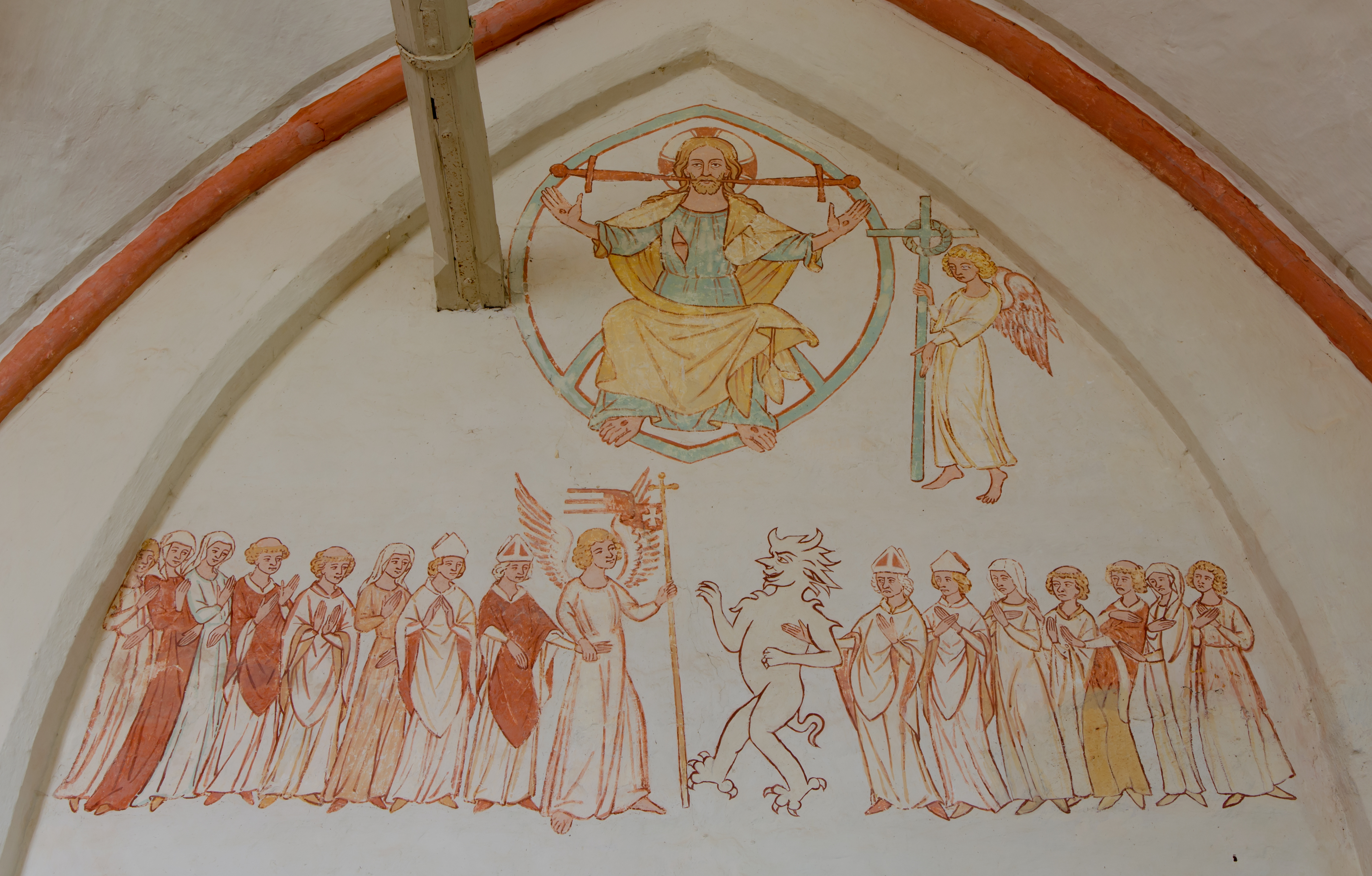
Das Jüngste Gericht
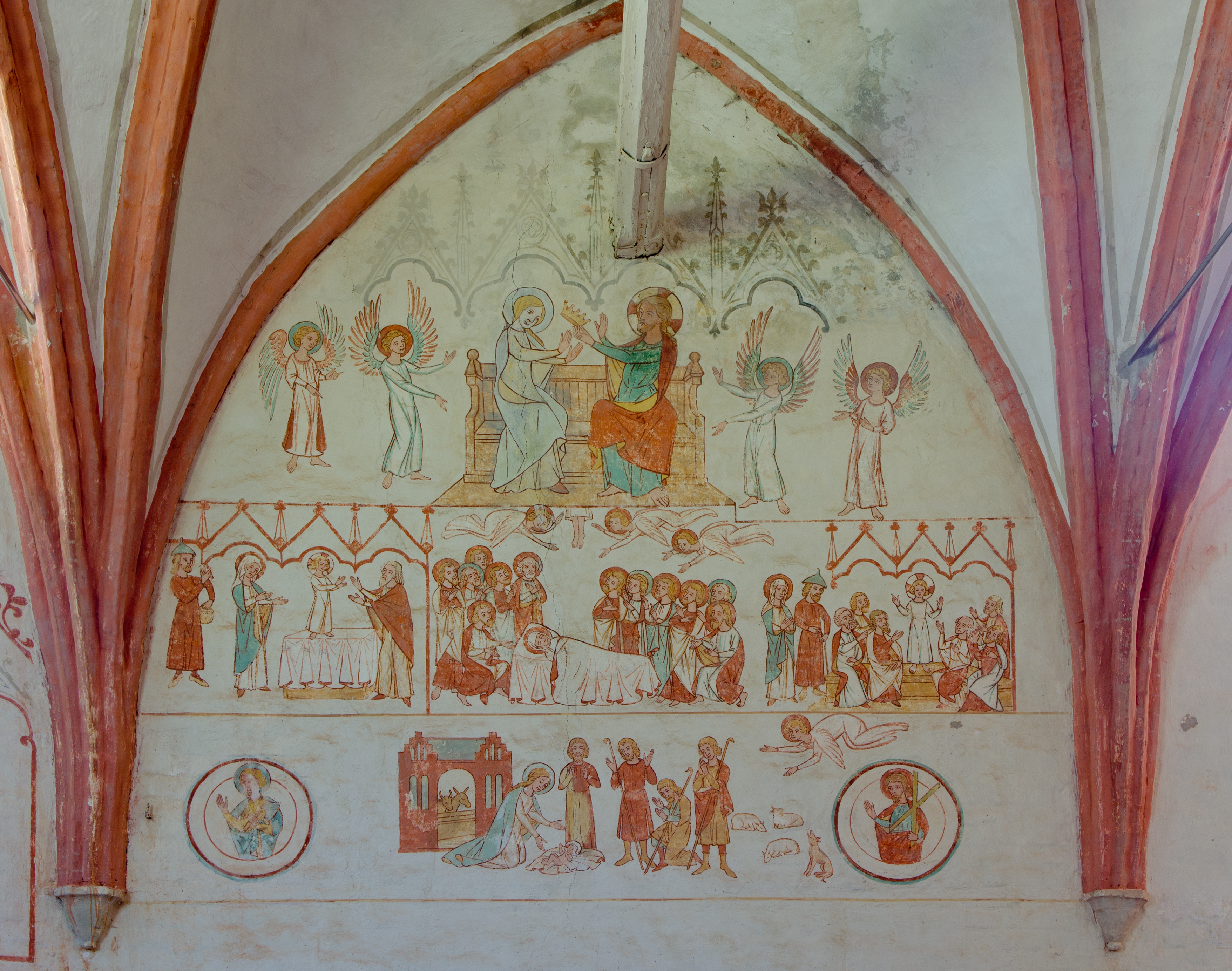
Aus dem Leben Marias
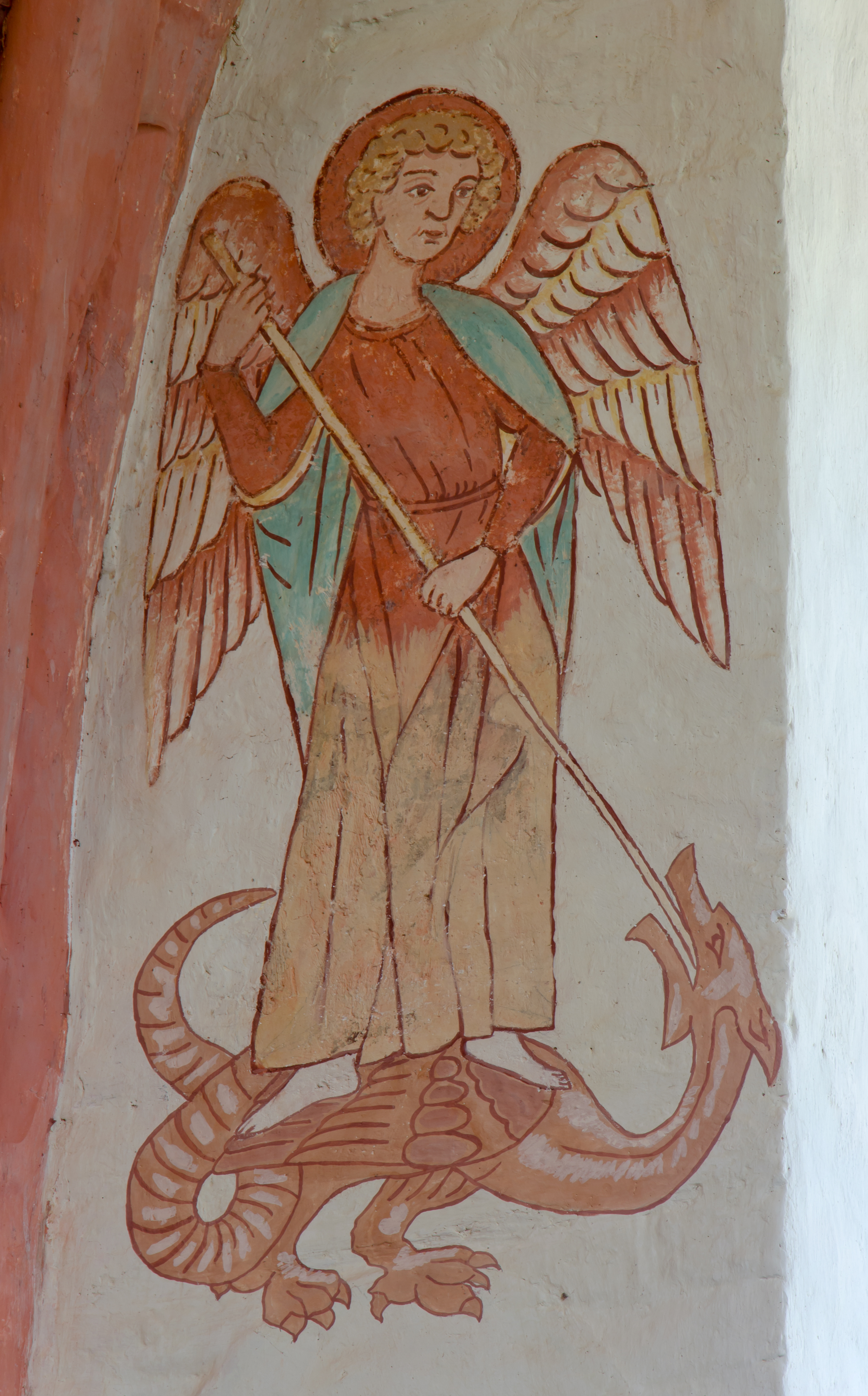
Michael besiegt den Drachen
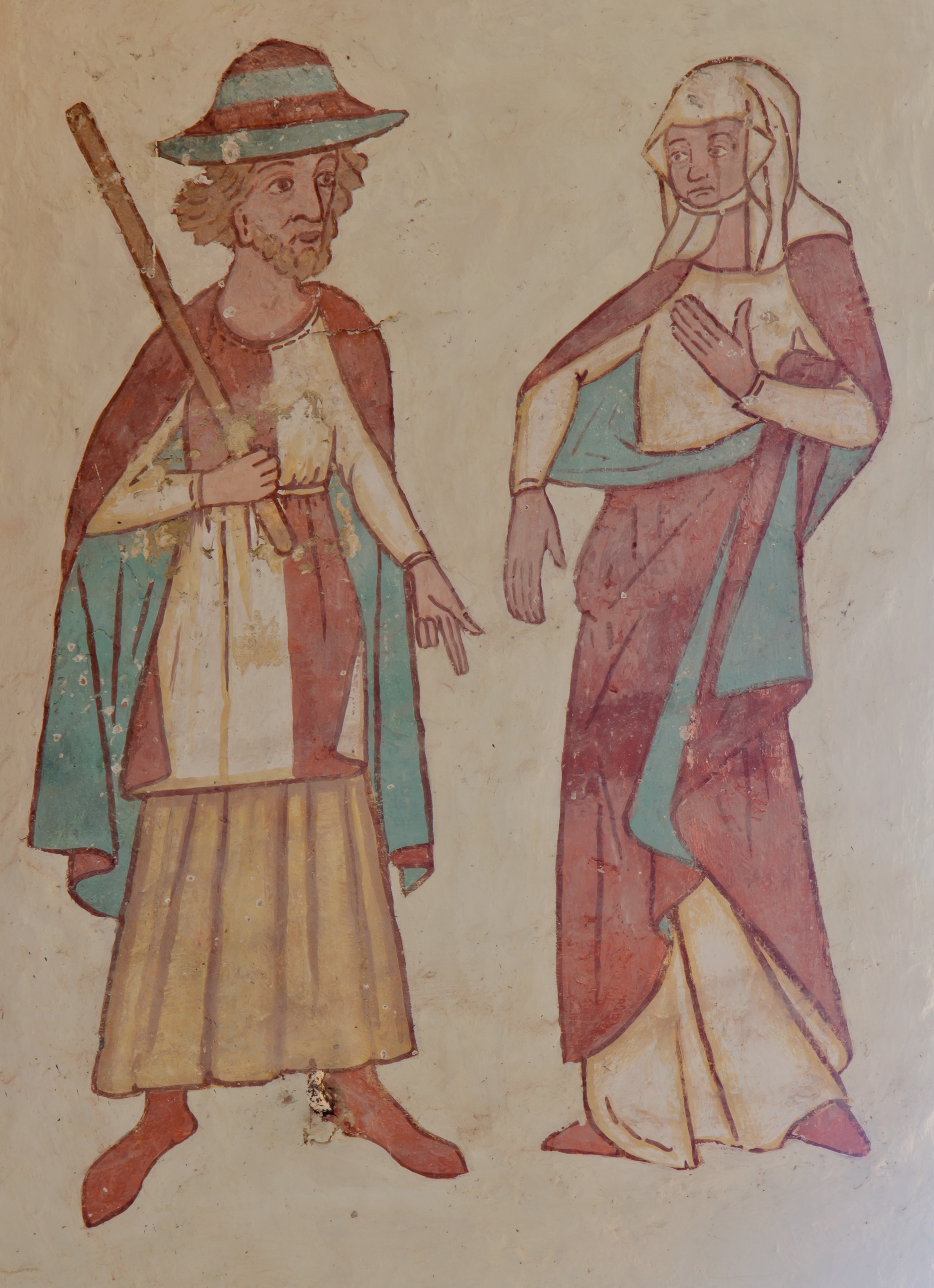
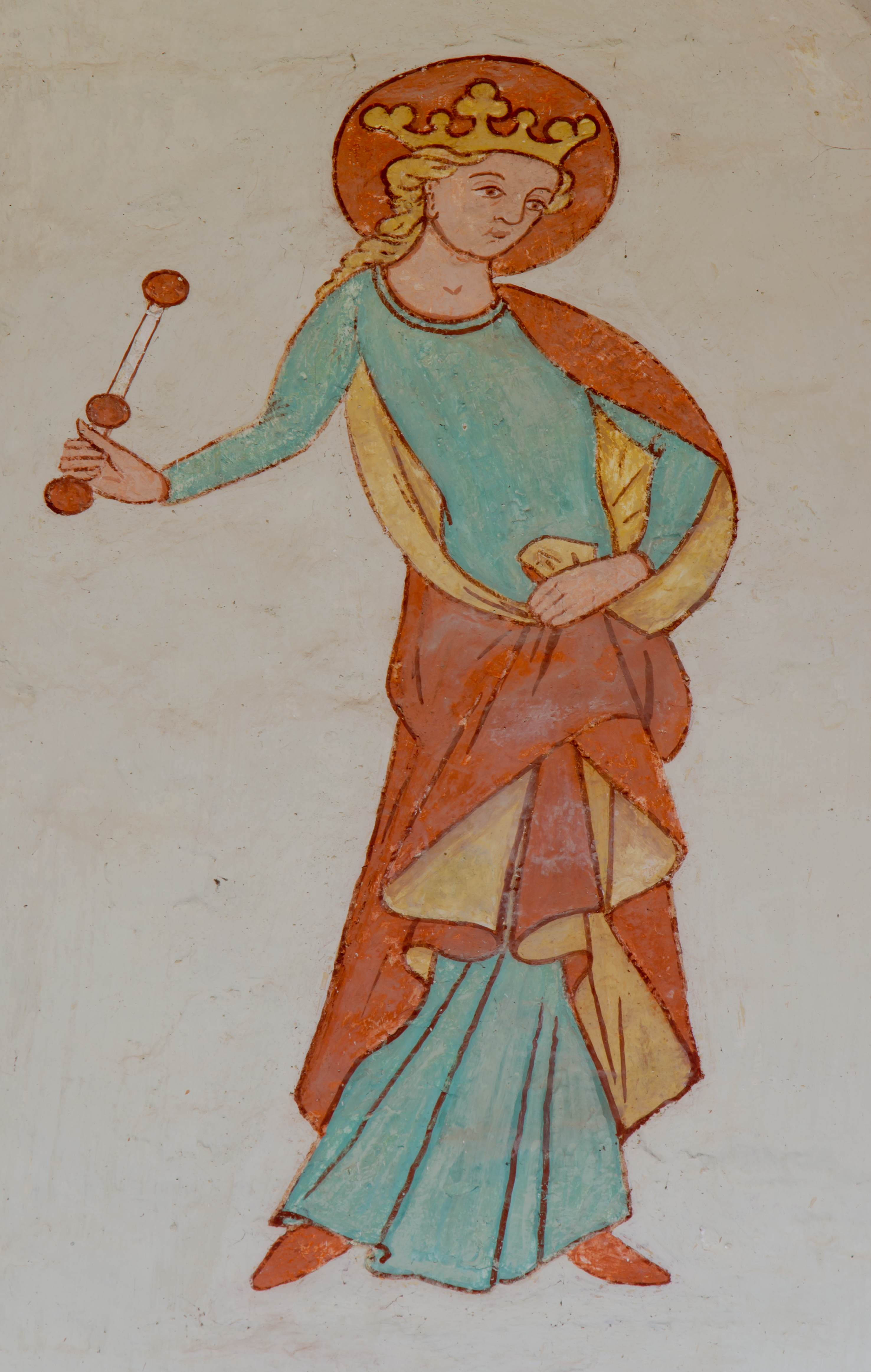

### Chorgestühl
Das Chorgestühl stammt von 1659 und weist mittelalterliche Reste auf.